# Pk3
Pk2 – polskie oznaczenie pruskiego parowozu pospiesznego, produkowanego w latach 1910–1915. Na kolejach pruskich nosił oznaczenie S101, a później 1710-12 w DRG. 
Po I wojnie światowej polskie koleje eksploatowały dwadzieścia parowozów tego typu. Były wykorzystywane przede wszystkim do prowadzenia niemieckich pociągów w tranzycie przez Pomorze do Prus Wschodnich. Ostatni egzemplarz na stanie PKP został skasowany dopiero w 1959 r.